# Gabriele Winkler
Gabriele Winkler (* 1940 in München) ist eine deutsche Philologin (Sprachen des Christlichen Orients), zudem spezialisiert auf die Vergleichende  Liturgiewissenschaft auf philologischer Basis. Von 1977 bis 1991 war sie Professorin an der St. John’s University in Collegeville, Minnesota; Gastprofessuren am Päpstlichen Orientalischen Institut in Rom; ab 1992 bis zu ihrer Emeritierung 2005 hatte sie den neu errichteten Lehrstuhl für Liturgiewissenschaft an der Universität Tübingen inne.

## Leben
Nach beruflicher Tätigkeit in München (1956–1964) und in Rom (1964–1968) begann sie 1966 mit dem Studium der Philosophie und Katholischen Theologie an der Gregoriana in Rom und spezialisierte sich (1969–1971) mit einem Stipendium der Studienstiftung des Deutschen Volkes am Päpstlichen Orientalischen Institut in Rom auf dem Gebiet der Byzantinistik und der Riten der Orientalischen Kirchen.
Das anschließende Studium der Sprachen des Christlichen Orients (insbesondere Syrisch, Armenisch, Georgisch) erfolgte in München und ab 1974–1977 in Oxford, unterstützt von der Studienstiftung des Deutschen Volkes und vom British Council. In Oxford erfolgte die Erstellung der Dissertation über das armenische Initiationsrituale nach Handschriften des 9.–10. Jahrhunderts (1974–1977); promoviert wurde sie zum Dr. phil. 1977 in München. Noch in Oxford wurde sie an die St. John’s University in New York berufen, wo sie von 1977 bis 1992 als Professorin für Liturgiewissenschaft tätig war. Daneben hatte sie 1987, 1989 und 2005 Gastprofessuren für den armenischen Ritus am Päpstlichen Orientalischen Institut in Rom inne. Für ein Sabbatical hielt sie sich 1984–1985 in Oxford auf. 1992 übernahm sie den neu errichteten Lehrstuhl für Liturgiewissenschaft an der katholisch-theologischen Fakultät der Universität Tübingen, wo sie bis zu ihrer Emeritierung 2005 tätig war.

## Forschungsschwerpunkte
Winkler forscht insbesondere auf dem Gebiet der Vergleichenden Liturgiewissenschaft auf philologischer Grundlage, dabei hauptsächlich über den armenischen Ritus im Kontext der syrischen, byzantinischen und georgischen Quellen. Ein zweiter Schwerpunkt ihrer Arbeit ist die Entwicklungsgeschichte der weit verzweigten Überlieferungsstränge des orientalischen Symbolums. Sie verfolgte den Prozess der allmählichen Angleichung des orientalischen Formelguts an die griechischen Termini technici, und die Auswirkung dieser Angleichung auf die Anaphoren des Christlichen Orients.

## Auszeichnungen (Auswahl)
- 1976: Nubar Pasha Preis, Oxford
- 1985: Ehrengast des Deutschen Orientalistentags, Würzburg
- 1988: National Endowment for the Humanities, USA
- 2000: Festakt am Päpstl. Oriental. Institut, Rom, mit Überreichung der Festschrift: Crossroad of Cultures: Studies in Liturgy and Patristics in Honor of Gabriele Winkler (Orientalia Christiana Analecta 260), Rom 2000, 744 pp.

## Fellowships (Auswahl)
- 1979–1980: Fellow der Howard Foundation, Brown University, USA
- 1990–1991: Fellow am Wissenschaftskolleg zu Berlin

## Veröffentlichungen (Auswahl)
Monographien
- Die Jakobus-Liturgie in ihren Überlieferungssträngen. Edition des Cod. arm. 17 von Lyon, Übersetzung und Liturgievergleich (Anaphorae Orientales IV, Anaphorae Armeniacae 4). Rom 2013,. XXXIX + 597 S.
- Die armenische Liturgie des Sahak. Edition des Cod. arm. 17 von Lyon, Übersetzung und Vergleich mit der armenischen Basilius-Anaphora unter besonderer Berücksichtigung der östlichen Quellen zum »Sancta sanctis« (Anaphorae Orientales III, Anaphorae Armeniacae 3). Rom 2011,  XXXIV + 447 S.
- Die Basilius-Anaphora. Edition der beiden armenischen Redaktionen und der relevanten Fragmente, Übersetzung und Zusammenschau aller Versionen im Licht der orientalischen Überlieferungen (Anaphorae Orientales II, Anaphorae Armeniacae 2). Rom 2005, LX + 901 S.
- Das Sanctus. Über den Ursprung und die Anfänge des Sanctus und sein Fortwirken (= Orientalia Christiana Analecta 267). Rom 2002, XLII + 281 S.
- Über die Entwicklungsgeschichte des armenischen Symbolums. Ein Vergleich mit dem syrischen und griechischen Formelgut unter Einbezug der relevanten georgischen und äthiopischen Quellen (= Orientalia Christiana Analecta 262). Rom 2000, LIX + 639 S.
- Koriwns Biographie des Mesrop Maßto8.Übersetzung und Kommentar (= Orientalia Christiana Analecta 245). Rom 1994, 452 S.
- Das armenische Initiationsrituale. Entwicklungsgeschichtliche und liturgievergleichende Untersuchung der Quellen des 3. bis 10. Jahrhunderts (= Orientalia Christiana Analecta 217). Rom 1982, 476 S.

Herausgeberschaft
- R. F. Taft – G. Winkler, Acts of the International Congress Comparative Liturgy Fifty Years after Anton Baumstark (1872-1948). Rome, 25.–29. September 1998 (= Orientalia Christiana Analecta 265). Rom 2001, 1020 S.
- Seit 2001 Herausgeberin der Reihe Anaphorae Armeniacae der Serie Anaphorae Orientales

Aufsätze
- The Armenian Night Office II: The Unit of  Psalmody, Canticles, and Hymns with Particular Emphasis on the Origins and Early Evolution of Armenia's Hymnography, Revue des études arméniennes 17 (1983), 471–551
- Ein bedeutsamer Zusammenhang zwischen der Erkenntnis und Ruhe in Mt 11, 27-29 und dem Ruhen des Geistes auf Jesus am Jordan. Eine Analyse zur Geist-Christologie in syrischen und armenischen Quellen, Le Muséon 96 (1983), 267–326
- The Armenian Night Office I: The Historical Background of the Introductory Part of Gišerayin Öam, Journal of the Society for Armenian Studies 1 (1984), 93–113
- An Obscure Chapter in Armenian Church History (428-439), Revue des études arméniennes 19 (1985), 85–180
- Nochmals das armenische Nachtoffizium und weitere Anmerkungen zum Myrophorenoffizium, Revue des études arméniennes 21 (1988-89), 501–519
- Der armenische Ritus: Bestandsaufnahme und neue Erkenntnisse sowie einige kürzere Notizen zur Liturgie der Georgier, in: Orientalia Christiana Analecta 251, Rom 1995, 265–298
- Über die Bedeutung einiger liturgischer Begriffe im georgischen Lektionar und Iadgari sowie im armenischen Ritus, Studi sull'Oriente Cristiano 4 (2000), 133–154
- A Decade of Research on the Armenian Rite 1993-2003, in: Orientalia Christiana Analecta 271, Rom (2004), 183–210
- Nochmals die ‚Dritte Stunde’ und die ‚Heiligen Mysterien’ in syrischen und armenischen Quellen, Orientalia Christiana Periodica 73 (2007), 207–222
- Einige bemerkenswerte christologische Aussagen im georgischen Iadgari. Ein Vergleich mit verwandten armenischen Quellen, Oriens Christianus  91 (2007), 134–163
- Fragen zur zeitlichen Priorität der ägyptischen Textgestalt gegenüber den längeren Versionen der Basilius-Anaphora, Bollettino della Badia Greca di Grottaferrata III/4 (2007), 243–273
- Armenia's Liturgy at the Crossroads of Neighbouring Churches, Orientalia Christiana Periodica 74 (2008), 363–387
- Über das christliche Erbe Henochs und einige Probleme des Testamentum Domini, Oriens Christianus 93 (2009), 201–247
- Unsolved Problems Concerning the Background and Significance of the Vocabulary of Praise in Some of the Oldest Eucharistic Prayers, in: Eastern Chr. Studies 12 (Löwen 2012), 135–172
- Some of the New Findings Concerning the Armenian Anaphoras and Their Significance, in: Proceedings of the Association Internationale des Études Arméniennes. Thirteenth General Conference Held in the Matenadaran, 9–11 Oct. 2014 (Banber Matenadarani 21, Erevan 2014), 35–48